# Scymnus loewii
Scymnus loewii är en skalbaggsart som beskrevs av Étienne Mulsant 1850. Scymnus loewii ingår i släktet Scymnus och familjen nyckelpigor. Inga underarter finns listade i Catalogue of Life.